# Gerlinde Locker
Pour les articles homonymes, voir Locker.
Gerlinde Locker (née le 28 avril 1938 à Linz) est une actrice autrichienne.

## Biographie

### Jeunesse et formation
Gerlinde Locker suit une formation de couturière. Pendant ce temps, elle fréquente aussi le Conservatoire Bruckner à Linz pendant quatre ans.
À l'âge de 18 ans, elle passe l'examen d'interprétation du Mozarteum à Salzbourg en 1956.

### Vie privée et famille
Sa liaison avec le réalisateur Kurt Wilhelm donne un fils né en 1963, le journaliste Anatol Locker. En 1974, elle devient l'épouse de l'acteur Richard Rüdiger.

### Carrière
En 1957, elle obtient son premier engagement au Landestheater Linz. À partir de 1962, elle joue au Theater in der Josefstadt à Vienne, au Renaissance-Theater de Berlin et au théâtre Thalia de Hambourg et des théâtres de Munich, Francfort, Stuttgart et Berlin. En 1968 et 1969, elle participe au Festival de Salzbourg dans Der Schwierige de Hugo von Hofmannsthal en compagnie d'O.W. Fischer.
En même temps que le théâtre, elle apparaît pour la première fois au cinéma en 1957 dans le Heimatfilm Der Schandfleck et obtient un contrat de cinq ans avec la société Schönbrunnfilm. Elle joue dans une trentaine de films de tous les genres. Dans les années 1960, Locker est également présente dans des productions d'opérettes pour la télévision. Après des apparitions à la télévision dans certaines séries policières, elle revient à la fin des années 1990 dans des adaptations littéraires.

## Filmographie

### Cinéma
- 1956 : Der Schandfleck : Leni, die jüngere Tochter
- 1956 : Dort oben, wo die Alpen glühen : Linda Brandtmayer
- 1957 : Der Jungfrauenkrieg : Lena Feldhofer
- 1957 : Der Pfarrer von St. Michael : Hanni
- 1957 : Dort in der Wachau : Elisabeth Bergmann
- 1958 : Der Stern von Santa Clara : Antonella
- 1958 : Hallo Taxi : Lisa
- 1958 : Heiratskandidaten : Monika Urban
- 1958 : Ihr 106. Geburtstag : Josefine
- 1958 : Les fausses hontes : Schwangeres Mädchen (non crédité)
- 1958 : Les poupées du vice : Erika
- 1958 : Man müßte nochmal zwanzig sein
- 1958 : Sebastian Kneipp : Aglaya - dessen Tochter
- 1959 : 12 Mädchen und 1 Mann : Rosel Fuchs
- 1959 : Des filles pour le mambo-bar : Eva
- 1959 : Herrn Josefs letzte Liebe : Eva Berger
- 1959 : Je ne suis pas Casanova : Daisy Manning
- 1959 : Meine Tochter Patricia : Patricia Roland
- 1960 : Agent double : Eva von Halberg
- 1960 : Do Not Send Your Wife to Italy : Lizzie Kiel
- 1960 : Les grands sapins : Liesel / Cherubin
- 1961 : Der Orgelbauer von St. Marien : Baroness Linda von Danning
- 1962 : Christelle et l'empereur : Ilona
- 1963 : Hin und her
- 1965 : Das Mädel aus dem Böhmerwald : Kathrin
- 1965 : Die Banditen vom Rio Grande : Joan
- 1965 : Die schwedische Jungfrau (de) : Barbara
- 1968 : Morgens um Sieben ist die Welt noch in Ordnung : May
- 1969 : Heintje – Ein Herz geht auf Reisen : Hanna Schwarz
- 1969 : Hurra, die Schule brennt - Die Lümmel von der ersten Bank IV. Teil : Julia Schumann
- 1970 : Heintje - Einmal wird die Sonne wieder scheinen : Renate Ahrens
- 1971 : Das haut den stärksten Zwilling um : Grit, seine Exgattin
- 1974 : Auch ich war nur ein mittelmäßiger Schüler : Frau Ahrens
- 2013 : Rouge rubis : Lady Arista

### Télévision

#### Séries télévisées
- 1961 : Zu viele Köche : Constanza Berin
- 1964 : Nicht verzagen - Stangl fragen : Susis Nachfolgerin
- 1966 : Auf der Lesebühne der Literarischen Illustrierten : Zdenka
- 1966 : Geheimagent Tegtmeier : Melanie
- 1967 : Les Cavaliers de la route : Fräulein Schramm
- 1970-1975 : Der Kommissar : Hilde Bottner / Susanne Gersdorff
- 1973-1982 : Sonderdezernat K1 : Hella Kahlenberg / Ingrid Nissen
- 1974 : Mordkommission : Ellen Trüller
- 1978 : Der Anwalt : Frau Breitner
- 1978 : Ein Mann für alle Fälle : Frau Löffler
- 1981-1993 : Inspecteur Derrick : Frau Weissauer / Ruth Lippert / Susanne Schlehdorn
- 1982 : Gastspieldirektion Gold
- 1983 : Ringstraßenpalais : Poldi Artenberg
- 1985 : Ein Mann macht klar Schiff : Frau Anita Roithmayer
- 1985 : War was, Rickie? : Monika Born
- 1987 : Un cas pour deux : Elise Simon
- 1991 : Ruby : Doris Bertram
- 1993 : Sylter Geschichten
- 2004 : Rosamunde Pilcher : Cathy Cohen
- 2005-2012 : Inga Lindström : Maria Mansfeld / Augusta Vasen
- 2006 : Ein Fall für den Fuchs : Martha Kerner
- 2006 : Les exigences du coeur : Betty
- 2007 : Charly la malice : Katharina Schönfeld
- 2007-2010 : Soko, brigade des stups : Adelheid Fuchs / Elisabeth Krenzke
- 2008 : In aller Freundschaft : Liselotte Günther
- 2008 : Une famille en Bavière : Gerlinde Neureuther
- 2009 : Geld.Macht.Liebe : Liselotte von Rheinberg
- 2012 : Utta Danella : Christine
- 2013 : Add a Friend : Florence Laoupont

#### Téléfilms
- 1959 : Die Fledermaus : Adele
- 1960 : Der Vogelhändler : Christel von der Post
- 1960 : Die erste Mrs. Selby : Elsie
- 1961 : Das Land des Lächelns : Mi
- 1961 : Der Wald
- 1961 : Liselott : Liselott von der Pfalz
- 1962 : Anatol : Cora
- 1962 : Die Kaiserin : Maria-Theresia
- 1962 : Karl III. und Anna von Österreich : Anna Zimmermann
- 1963 : Der Arzt am Scheideweg : Jennifer Dubedat
- 1964 : Auftritt Frank Wedekind : Das Mädchen
- 1964 : Bunbury : Cecily Cardew
- 1964 : Das Duell : Nadja Fjedorowna
- 1964 : Der Apoll von Bellac : Agnes
- 1964 : Ein Mann ist soeben erschossen worden : Silvia Bengoa
- 1964 : Tageszeiten der Liebe : Anna
- 1965 : Boeing Boeing : Jacqueline
- 1965 : Die Pfingstorgel : Gertrud Zirngibl
- 1965 : Drei leichte Fälle : Mary Millar
- 1965 : Ein idealer Gatte : Lady Chiltern
- 1965 : Hallo - Mr. Moss : Gwynn
- 1965 : Rendezvous mit Annegret : Verspätete Kundin
- 1966 : Alle mal herhören, auch die, die schwerhören..! : Junge Frau
- 1966 : Apfelsinen : Catherine Vacares
- 1966 : Die Halunken-Spelunke - Eine vergnügte Geschichte mit viel Musik : Strumpfbandlieschen
- 1966 : Perlenkomödie : Wera Siethoff
- 1966 : Porträt eines Helden : Millicent Bishop
- 1967 : Der Weiberfeind : Lelio / Hilaria
- 1967 : Ein Florentiner Hut : Anais
- 1967 : Ein Schloß in Schweden : Eleonore
- 1967 : Rückkehr von Elba : Eine Kundin
- 1968 : Das Spiel von Liebe und Zufall : Silvia
- 1968 : Der holledauer Schimmel : Anna Blasl
- 1968 : Der vielgeliebte Herr Brotonneau : Louise
- 1968 : Die Rivalin : Adelaide - ihre Tochter
- 1968 : Herbst : Florence, ihre Tochter
- 1968 : Was man so die Liebe nennt : Susan Wayne
- 1969 : Das Vermächtnis : Caroline
- 1969 : Sind wir das nicht alle?
- 1970 : Mein Freund Harvey : Ruth Kelly
- 1971 : Ein toller Dreh : Melanie Sinclair
- 1971 : Einfach sterben... : Marquise de Villette
- 1971 : Maestro der Revolution? : Giuseppina Strepponi
- 1971 : Olympia - Olympia
- 1972 : Schule der Frauen : Agnès
- 1973 : Weekend im Paradies : Tutti
- 1977 : Der Schachzug : Ellen Blake
- 1977 : Heiße Ware : Henrietta
- 1978 : Kleine Geschichten mit großen Tieren
- 1986 : Das unverhoffte Glück
- 1997 : Der Maulkorb : Elisabeth
- 2006 : Une femme de cœur : Betty
- 2007 : Fjorde der Sehnsucht : Helene Bergsson
- 2007 : L'amour est un joyau : Barbara Hubertus
- 2008 : Der Prinz von nebenan : Katharina Dahl
- 2010 : Vater aus heiterem Himmel : Friederike Kielinger
- 2011 : Une famille sur les bras! : Margarethe Tanner